# Allodonta tristis
Allodonta tristis är en fjärilsart som beskrevs av Otto Staudinger 1887. Allodonta tristis ingår i släktet Allodonta och familjen tandspinnare. Inga underarter finns listade i Catalogue of Life.